# DHT (Band)
DHT (Abkürzung für Dance House Trance oder auch Don't Hate This) ist ein belgisches Duo, bestehend aus dem Musikproduzenten und MC Flor Theeuwes (* 28. August 1978 in Turnhout) und der Sängerin Edmée Daenen (* 25. März 1985 in Kortrijk).

## Karriere
Theeuwes ist Mitglied des Danger Hardcore Teams, von welchem auch die Abkürzung DHT stammt. Er begann im Jahr 2001 damit, seine Musik weg von Hardcore Techno in Richtung Eurodance und Trance zu bewegen, und nutzte deshalb die Abkürzung seiner Band als Künstlername, inklusive einer neuen Bedeutung. Im Jahr 2003 stieß Edmée dazu, die schon vorher als Live-Sängerin für Theeuwes gearbeitet hatte. Das Duo hatte mehrere Charthits in Belgien. Die in Belgien schon 2003, international aber erst im Jahr 2005 veröffentlichte Single Listen to Your Heart, eine Coverversion des gleichnamigen Liedes von Roxette, erreichte in mehreren europäischen Ländern Top-20-Platzierungen. In den US-amerikanischen Singlecharts konnte die Single gar Platz acht erreichen, und das Duo erhielt eine Goldene Schallplatte. Mit den folgenden Singles konnten beide keine weiteren Chartplatzierungen erreichen.

## Diskografie

### Alben
| Jahr | Titel                | Höchstplatzierung, Gesamtwochen, AuszeichnungChartplatzierungen (Jahr, Titel, Platzierungen, Wochen, Auszeichnungen, Anmerkungen) | Höchstplatzierung, Gesamtwochen, AuszeichnungChartplatzierungen (Jahr, Titel, Platzierungen, Wochen, Auszeichnungen, Anmerkungen) | Höchstplatzierung, Gesamtwochen, AuszeichnungChartplatzierungen (Jahr, Titel, Platzierungen, Wochen, Auszeichnungen, Anmerkungen) | Höchstplatzierung, Gesamtwochen, AuszeichnungChartplatzierungen (Jahr, Titel, Platzierungen, Wochen, Auszeichnungen, Anmerkungen) | Höchstplatzierung, Gesamtwochen, AuszeichnungChartplatzierungen (Jahr, Titel, Platzierungen, Wochen, Auszeichnungen, Anmerkungen) | Höchstplatzierung, Gesamtwochen, AuszeichnungChartplatzierungen (Jahr, Titel, Platzierungen, Wochen, Auszeichnungen, Anmerkungen) | Höchstplatzierung, Gesamtwochen, AuszeichnungChartplatzierungen (Jahr, Titel, Platzierungen, Wochen, Auszeichnungen, Anmerkungen) | Höchstplatzierung, Gesamtwochen, AuszeichnungChartplatzierungen (Jahr, Titel, Platzierungen, Wochen, Auszeichnungen, Anmerkungen) | Anmerkungen                         |
| Jahr | Titel                | DE | CH | UK | US | NL | BEF | BEW | FR | Anmerkungen                         |
| ---- | -------------------- | --- | --- | --- | --- | --- | --- | --- | --- | ----------------------------------- |
| 2005 | Listen to Your Heart | — | — | — | US78 (9 Wo.)US | — | — | — | FR53 (11 Wo.)FR | Erstveröffentlichung: 19. Juli 2005 |

### Singles
| Jahr | Titel Album                        | Höchstplatzierung, Gesamtwochen, AuszeichnungChartplatzierungen (Jahr, Titel, Album, Platzierungen, Wochen, Auszeichnungen, Anmerkungen) | Höchstplatzierung, Gesamtwochen, AuszeichnungChartplatzierungen (Jahr, Titel, Album, Platzierungen, Wochen, Auszeichnungen, Anmerkungen) | Höchstplatzierung, Gesamtwochen, AuszeichnungChartplatzierungen (Jahr, Titel, Album, Platzierungen, Wochen, Auszeichnungen, Anmerkungen) | Höchstplatzierung, Gesamtwochen, AuszeichnungChartplatzierungen (Jahr, Titel, Album, Platzierungen, Wochen, Auszeichnungen, Anmerkungen) | Höchstplatzierung, Gesamtwochen, AuszeichnungChartplatzierungen (Jahr, Titel, Album, Platzierungen, Wochen, Auszeichnungen, Anmerkungen) | Höchstplatzierung, Gesamtwochen, AuszeichnungChartplatzierungen (Jahr, Titel, Album, Platzierungen, Wochen, Auszeichnungen, Anmerkungen) | Höchstplatzierung, Gesamtwochen, AuszeichnungChartplatzierungen (Jahr, Titel, Album, Platzierungen, Wochen, Auszeichnungen, Anmerkungen) | Höchstplatzierung, Gesamtwochen, AuszeichnungChartplatzierungen (Jahr, Titel, Album, Platzierungen, Wochen, Auszeichnungen, Anmerkungen) | Anmerkungen                                 |
| Jahr | Titel Album                        | DE | CH | UK | US | NL | BEF | BEW | FR | Anmerkungen                                 |
| ---- | ---------------------------------- | --- | --- | --- | --- | --- | --- | --- | --- | ------------------------------------------- |
| 2002 | True Love –                        | — | — | — | — | — | BEF29 (7 Wo.)BEF | — | — |                                             |
| 2003 | Magic Melody –                     | — | — | — | — | — | BEF33 (3 Wo.)BEF | — | — |                                             |
| 2003 | Uninvited –                        | — | — | — | — | — | BEF33 (2 Wo.)BEF | — | — |                                             |
| 2003 | Listen to Your Heart               | DE81 (2 Wo.)DE | CH100 (1 Wo.)CH | UK7 Silber · (16 Wo.)UK | US8 Gold · (27 Wo.)US | NL10 (17 Wo.)NL | BEF15 (23 Wo.)BEF | BEW12 (13 Wo.)BEW | FR7 (26 Wo.)FR | international erst 2005/2006 veröffentlicht |
| 2004 | My Dream Listen to Your Heart      | — | — | — | — | — | BEF39 (5 Wo.)BEF | — | — |                                             |
| 2005 | Driver’s Seat Listen to Your Heart | — | — | — | — | — | BEF33 (3 Wo.)BEF | — | — | als Dared                                   |
| 2006 | I Go Crazy Listen to Your Heart    | — | — | — | — | — | — | — | FR76 (7 Wo.)FR |                                             |

## Belege
1. 1 2  Chartquellen: DE CH UK US NL BEF BEW FR
2. ↑  Auszeichnungen für Musikverkäufe: UK US